# Connarus culionensis
Connarus culionensis är en tvåhjärtbladig växtart som beskrevs av Merrill. Connarus culionensis ingår i släktet Connarus och familjen Connaraceae. Utöver nominatformen finns också underarten C. c. stellatus.